# Queluz
Queluz era una freguesia portuguesa de la ciudad de su nombre, municipio de Sintra, distrito de Lisboa.

## Historia
La ciudad, que desde 2013 abarca las freguesias de Massamá e Monte Abraão y Queluz e Belas pasó de ser la localidad sede de la freguesia de Queluz a villa el 18 de septiembre de 1961 y  pasó de villa a ciudad el 24 de julio de 1997.

La freguesia fue creada el 29 de junio de 1925 y fue suprimida el 28 de enero de 2013, en aplicación de una resolución de la Asamblea de la República portuguesa promulgada el 16 de enero de 2013 al unirse con la freguesia de Belas, formando la nueva freguesia de Queluz e Belas.
En Queluz nació D. Pedro I primer emperador de Brasil así como María Isabel de Braganza, Infanta de Portugal (1797-1818) y segunda esposa de Fernando VII.

## Patrimonio
- Palacio de Queluz y jardines
- Antas de Belas
- Palacete Pombal
- Torre do Relógio (Queluz)
- Quinta Nova da Assunção
- Aqueduto das Águas Livres

## Deportes
- Club Sintra Football
- Real Sport Clube